# Orectochilus himalayensis
Orectochilus himalayensis is een keversoort uit de familie van schrijvertjes (Gyrinidae). De wetenschappelijke naam van de soort is voor het eerst geldig gepubliceerd in 1984 door Vazirani.